# Luxemburgi Bona francia trónörökösné
 Luxemburgi Bona (luxemburgiul: Guta vu Lëtzebuerg, franciául: Bonne de Luxembourg, németül: Jutta von Luxemburg) (Prága, 1315. május 20. – Maubuisson Apátság (Saint-Ouen-l’Aumône), 1349. szeptember 11.) házassága révén francia trónörökösné.

## Származása
Édesapja János cseh király, édesanyja Přemysl Erzsébet volt.

## Élete
Az apja házassági terve szerint a hercegnő 1321 és 1323 között II. (Komoly) Frigyes (1310–1349) menyasszonyaként élt Wartburg várában. Később IV. Henrik, Bar grófjával lett eljegyezve, végül a nála négy évvel fiatalabb János francia trónörökös felesége lett. Franciául Bonne-nak, latinosan Bonának hívták, ami a Guta névhez hasonlóan a jó szóból származik.
1349-ben halt meg pestisben a Maubuisson Apátságban.

## Házassága, gyermekei
1332. augusztus 6-án feleségül ment a 13 éves János trónörököshöz.
11 gyermeke született:
- Blanche (1336), csecsemőként elhunyt;
- V. Károly (1338–1380), francia király 1364–1380 között;
- Catherine (1338), csecsemőként elhunyt;
- Louis (1339–1384), Anjou hercege;
- Jean (1340–1416), Berry hercege;
- Merész Fülöp (1342–1404) Burgundia hercege;
- Johanna (1343–1373), 1352-től II. (Gonosz) Károly navarrai király felesége;
- Marie (1344–1404), 1364-től I. Róbert, Bar-le-Duc hercegének felesége;
- Agnès (1345-1349), gyermekként meghalt;
- Marguerite (1347–1352), gyermekként meghalt;
- Isabelle (1348–1372), 1360-tól Gian Galeazzo Visconti milánói herceg felesége.

## Fordítás
- Ez a szócikk részben vagy egészben  a   Jutta von Luxemburg című német Wikipédia-szócikk fordításán alapul.  Az eredeti cikk szerkesztőit annak laptörténete sorolja fel. Ez a jelzés csupán a megfogalmazás eredetét és a szerzői jogokat jelzi, nem szolgál a cikkben szereplő információk forrásmegjelöléseként.
- Ez a szócikk részben vagy egészben  a   Bonne de Luxembourg című francia Wikipédia-szócikk fordításán alapul.  Az eredeti cikk szerkesztőit annak laptörténete sorolja fel. Ez a jelzés csupán a megfogalmazás eredetét és a szerzői jogokat jelzi, nem szolgál a cikkben szereplő információk forrásmegjelöléseként.